# Sílvio Manuel Pereira
Sílvio Manuel de Azevedo Ferreira Sá Pereira, meglio conosciuto come Sílvio (Lisbona, 28 settembre 1987), è un ex calciatore portoghese, di ruolo difensore.

## Carriera

### Club
Dopo aver giocato con varie squadre di club portoghesi, nel 2010 si trasferisce al Braga.
Nel luglio 2013 il giocatore si trasferisce in prestito annuale all'Benfica dall'Atlético Madrid.

### Nazionale
Debutta con la Nazionale portoghese il 7 settembre 2010, in Portogallo-Norvegia.

## Palmarès

### Club

#### Competizioni nazionali
- Campionato portoghese: 2

Benfica: 2013-2014, 2014-2015
- Coppa di Portogallo: 1

Benfica: 2013-2014
- Coppa di Lega portoghese: 2

Benfica: 2013-2014, 2014-2015
- Supercoppa di Portogallo: 1

Benfica: 2014

#### Competizioni internazionali
- UEFA Europa League: 1

Atlético Madrid: 2011-2012
- Supercoppa UEFA: 1

Atlético Madrid: 2012